# Árnyjáték

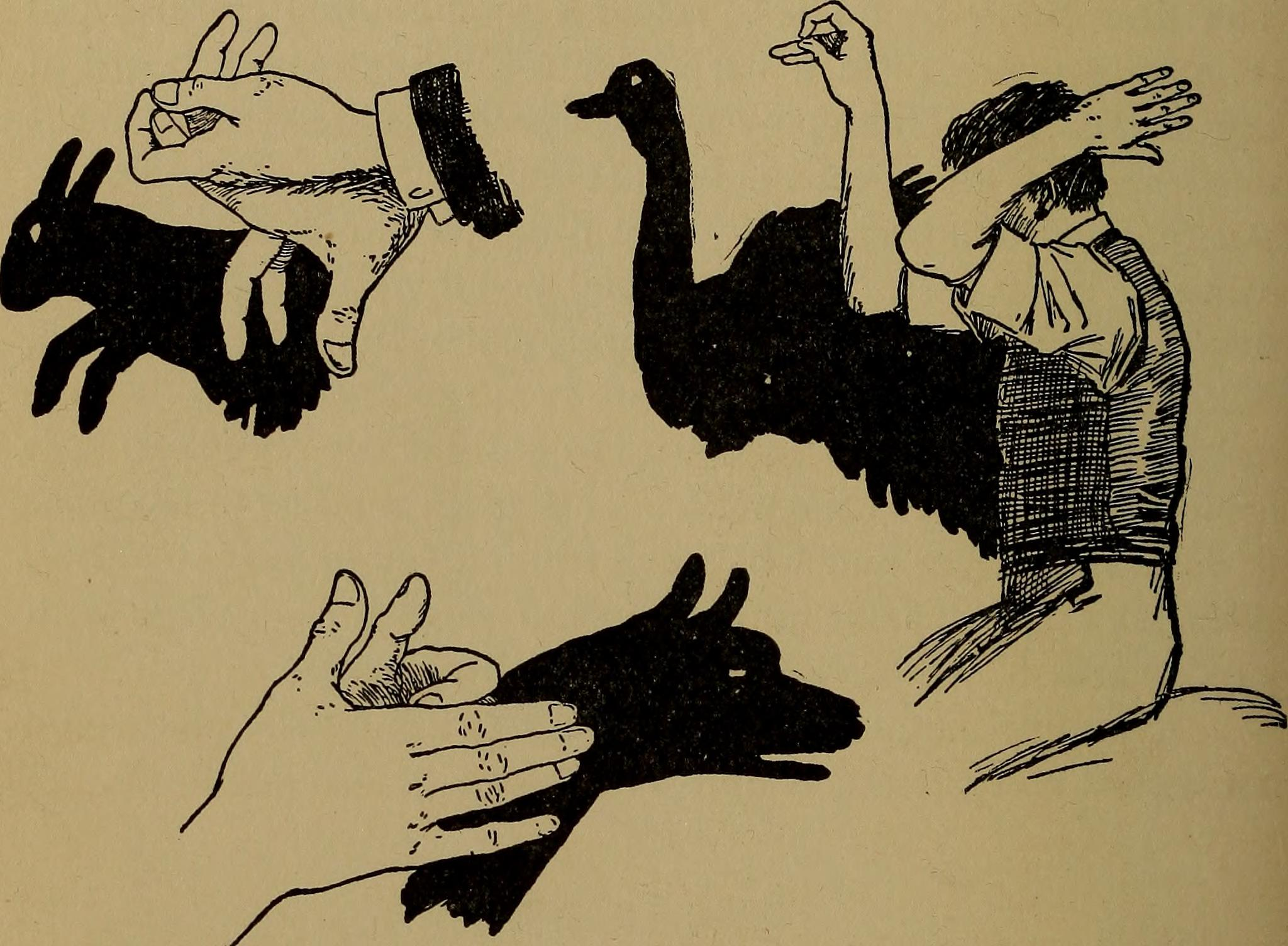
Kezek játéka a falon

Az árnyjáték mozgó árnyék, árnykép, olyan, főleg bábszínházi formanyelv, amely valamilyen fényforrás segítségével árnybábok, tárgyak, személyek árnyékából formál történetet. A fényforrás felülről és hátulról érheti a bábot. Legegyszerűbb változata a kezek árnyéka a falon. Rövid, figyelmet keltő, szórakoztatásra alkalmas.
Az árnybábok formája földrajzi elhelyezkedéstől függ. Mozgási képességük általában minimális. Mozgatásuk pontos ritmust követel. Körvonalaik kifejezőek, gazdagon tagoltak, máskülönben alakjuk a vásznon elmosódik.

## Film, színház
A film- és színházművészetben is alkalmazott változata a kifeszített és hátulról megvilágított vászonfelületen árnyékként megjelenő emberi alakok, artistacsoportok, tárgyak képe. „Blúz és szoknya egyenként hulltak le a vászon kecses árnyképéről”. (Babits Mihály)

## Indonéziai árnyjáték
Tradicionális műfaja a wayang kulit, ami Jáva, Bali és Lombok területein jellemző. A báb törzséhez a végtagjai csuklósan kapcsolódnak hozzá. Ezeket a kézhez rögzített pálcákkal alulról mozgatják. Néhány tudós szerint a wayang eredete egészen a Krisztus előtti 3. évszázadig nyúlik vissza. A wayang kulit előadója, vagyis játékosa a dalang, aki a közösség szellemi vezetője. Az árnyszínház legősibb mozgatórugója a halottakkal való kapcsolatfelvétel. Az árnyfigurák életre keltése mágikus tett, erővel és hatalommal bíró cselekedet, amellyel befolyásolni lehet az élet menetét, a lélek és szellem fejlődését.
A wayang kellékei századok óta állandó elemek: egy fehér, 4,5 – 5 m széles, szélein megfestett, kifeszített vászon, a kelír, a Garudát, a szent madarat ábrázoló bronz olajmécses, melyet a vászontól karnyújtásnyi távolságra, a törökülésben ülő bábos feje fölé erősítenek. A vászon a dalang felőli oldalán két, egymás alatt elhelyezett banánpálma (debog vagy gedebog) fut végig a paraván alsó szélein. Ezekbe szúrja a dalang a bábok testén végigfutó főpálcát, valamint a banánpálmában sorakoznak nagyság szerint az előadásban épp nem használt bábok. A dalang jobb keze felől a jó, a nemes karakterek, bal kéz felől az intrikus, rossz szellemek, démoni szereplők. A dalang háta mögött helyezkedik el a 13-15 tagú gamelán zenekar. Az énekesnők, pesindenek a dalang jobb oldalán foglalnak helyet, közvetlenül a paraván végében. A dalang háta mögött sok esetben a segítő ül, aki előkészíti a bábokat, rendezi őket és a dalang kezébe adja a virtuóz technikákat igénylő részeknél. A közönség a vászon mindkét oldalán ül: hagyomány szerint az asszonyok és a gyerekek ültek az árnyak oldalán, a férfiak pedig a dalang és a gamelan zenekar oldalán, a „színéről” nézték.
A dalang három jelentős hatáselemet használ. A kezében tartott fakalapácsot, a tjempalát, amivel a bal oldalán elhelyezett fadoboz, a kotak falán ad ki hangokat. A dalang jobb lába hangszert szólaltat meg. Bal lábán átvetve a kotakra erősített, a lábfeje magasságáig lógatott négy bronz lemez, a keprak zörgetésével, lábujjai és talpa mozgatásával ad ki fémes hangokat. Ezek a hangok aláfestésként szolgálnak a meneteléshet, harchoz és egyéb eseményekhez. Ezek a hangszerek a gamelán zenekar irányítását is segítik. A harmadik effektus a dalang hangja. Morgásokkal, torka és hangszálai különböző hangjaival erősíti a jelenetek drámaiságát.
A wayang kulit alatt használt nyelv az ójávai kawi. Ez a bonyolult struktúrájú és magasan rétegzett nyelv lehetőséget ad arra, hogy a játékos minden esetben jelezze a figura társadalmi státuszát, rangját, műveltségét. Minden wayang karakterhez meghatározott hangtechnika és szóhasználat tartozik.
A wayang figurák teste elölnézetben, arcuk, fejük, lábuk, karjuk pedig oldalnézetben látható. A wayang kollekciók 150-400 figurából állnak. A több száz karakter megkülönböztetésére, jellemük és szerepük eldöntésére az alakok megmunkálásából, a test felépítéséből, a lábak egymáshoz való viszonyából, az orr és a szemek formájából, valamint a fejtartásból következtethetünk. A központi figuráknak 4-5 változata is létezik, jelezve a szereplő hangulatát, korát, aktuális jellemét. Több száz történet (lakon) ismert, melyek többek között a Rámajána és a Mahábharáta (a nagy ősi indiai eposzok) történeteit dolgozzák fel. A játékos szerepe évszázadokon át apáról fiúra öröklődött, a lakonok nagy része pedig szájhagyomány útján terjedt.
A wayang kulit előadások 9 óra hosszáig tartanak, három részből épülnek fel. Az első rész este 9 órakor veszi kezdetét. A zenekar által játszott nyitánnyal, a dalang imájával és az életfa paravánra helyezésével kezdődik, majd a dalang felsorakoztatja a szereplőket, és egy monológban ismerteti a történetet, vagy a kérdést, megoldásra váró problémát. Mindezek után sor kerül a cselekmény bevezetésére, a szövetségesek keresésére és az isteni segítség kérésére. A második rész éjféltől 3 óráig tart, és a bohóc- szolga figurák csetlésével-botlásával kezdődik. Az alaptörténettől függetlenül a dalang pletykákkal, aktualitásokkal szórakoztatja a közönséget. Ezután következik az előadás legdinamikusabb része, a peran, vagyis a jók és a rosszak, élők és démoni erők harca. A harmadik rész hajnali 3 és 6 között zajlik és a megdicsőülésről szól, továbbá levonja a tanulságokat. Elsiratják a csatában elesetteket, áldozatot mutatnak be a szellemeknek, köszönetet mondanak az isteneknek, majd kiviszik a figurákat. Az előadás az életfa középre helyezésével ér véget.

## Kínai árnyjáték

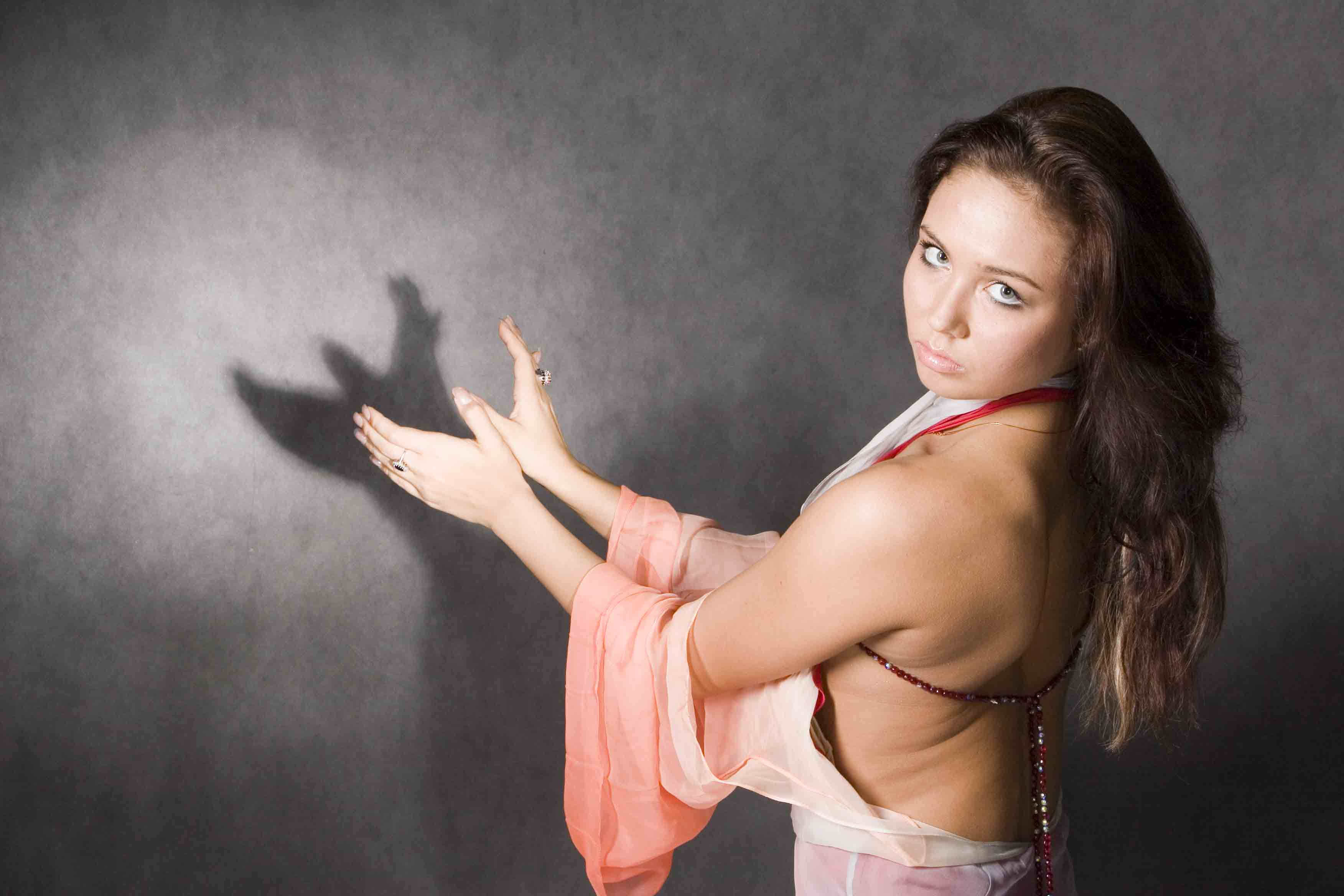
Árnyjátékos előadás közben

Szórt fényt használ. A függőlegesen kifeszített vászonra vízszintesen tartott mozgatópálcákra szerelt, bőrből készült, szerkezetileg sokcsuklós síkbábok, a vásznon csúsztatva mozognak.

## Török árnyjáték
Közvetlenül az átlátszó (tüllös), rámára kifeszített anyag mögött mozgatják az átlátszó, élénk színű profil-bábukat (pálcikák és zsinórok segítségével). Az ország bábhőse Karagöz – csúnyácska, sasorrú bábu. Görögországban is meghonosodott Karagiosz néven. A bábjáték gyakori témáját a sikamlós, kétértelmű, élénk történetek képezik.

## A magyar árnyjáték nagyja
Büky Béla az 1920-as évek közepétől foglalkozott árnyszínházzal, pályája festőként indult. Fokozatosan vált a bábművészet hazánkban kevésbé művelt ágának, az árnyjátéknak az elhivatottjává. Művészetének forrását időtlen népművészeti motívumaink adták; annak univerzális anyanyelve, népdalkincsünk, népmeséink és népballadáink táplálták. Műsorait országszerte a legkisebb falvaktól a Zeneakadémiáig bárhol elő tudta adni feleségével.

## Kapcsolódó szócikk
- Sziluett